# Enterramiento campaniforme de Fuente-Olmedo

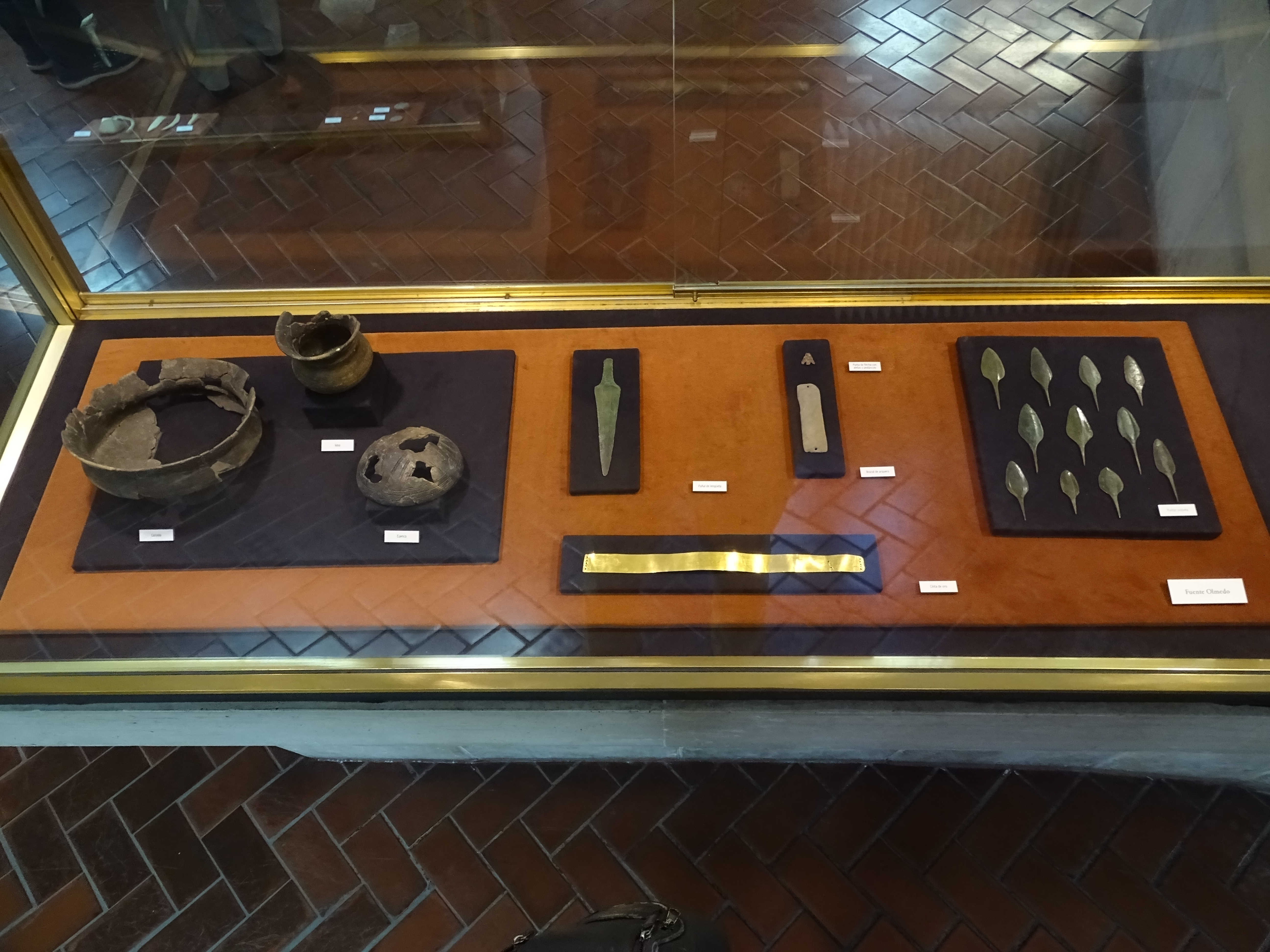
Ajuar encontrado en el enterramiento

El enterramiento campaniforme de Fuente-Olmedo es una excavación arqueológica situada en el municipio de Fuente-Olmedo, en la actual provincia de Valladolid, comunidad autónoma de Castilla y León, España. 
Su descubrimiento sucedió en 1973 a raíz de los trabajos agrícolas realizados por el propietario en sus tierras, un lugar conocido desde antiguo con el nombre de Perro Alto.   
El arado levantó una cantidad apreciable de cantos rodados que llamaron la atención del agricultor y junto a ellos pudo ver varias puntas de metal, restos de cerámica y huesos humanos. Ricardo Martín Valls y Germán Delibes fueron los primeros arqueólogos en acudir al descubrimiento localizando una fosa ovalada de 2,90 x 2,40 m y 0,80 m de profundidad. Los estudios realizados demostrarían que se trataba del enterramiento de un joven de edad entre los 16 y 18 años que moriría cerca del año 2000 a. C y que perteneció a la cultura del vaso campaniforme. Acompañaba el esqueleto un importante ajuar funerario con una vajilla de cerámica, armas de cobre, cinta o diadema de oro, placa rectangular de arenisca y una punta de flecha en sílex con aletas y pedúnculo. Todas las piezas de este ajuar y el esqueleto se conservan y pueden verse en el museo de Valladolid.
 El profesor Richard J. Harrison comentó en sus estudios que esta tumba es el conjunto funerario más completo y rico dentro de la cultura del vaso campaniforme en toda la península ibérica.

## El descubrimiento
En el mes de junio de 1973, el agricultor Carmelo Rincón Hernández se hallaba trabajando su finca en el lugar conocido desde antiguo como Perro Alto, situado en un suave altozano de tierras arenosas (a un kilómetro al sureste de Fuente-Olmedo). Le llamó la atención la cantidad de cantos rodados que iba levantando el arado y que le impedían trabajar bien y de manera continuada. Decidió ayudar con las manos a sacar los cantos que estaban amontonados y formando como un túmulo hasta que se dio cuenta de que entremedias iban saliendo restos de cerámica, puntas de metal y restos humanos.
Los profesores Tomás Mañanes y Germán Delibes examinaron in situ el hallazgo y determinaron que se trataba de un enterramiento de forma ovalada en una fosa desprovista de cista y cubierta. Estaba orientada de norte a sur y su eje mayor medía 2,90 m y el menor 2,40 m con una profundidad de entre 0,70 y 0,80 m. El cuerpo enterrado ocupaba el centro de la tumba y se había rellenado con arena y cantos rodados que se cree que sobresaldrían del hoyo formando un túmulo y en ese túmulo fue donde tropezó el arado.

## El joven príncipe
Tras un estudio exhaustivo (por parte de los arqueólogos citados en colaboración con diversos especialistas) del enterramiento, con la ayuda de los avances de la ciencia se pudo llegar a las siguientes conclusiones: los restos del esqueleto hallado pertenecen a un varón de entre 16 y 18 años o poco más; los estudios del carbono 14 demostraron que el joven murió cerca del año 2000 a. C. La riqueza del ajuar con la presencia de una pieza de oro acusa un rango social muy elevado para un personaje socialmente importante que los antropólogos definen «de jefatura». Hasta nuevas excavaciones con sus correspondientes hallazgos no puede asegurarse el lugar exacto del poblado donde habitaba este joven príncipe.
Considerando que el personaje era demasiado joven y que por tanto apenas había tenido tiempo y ocasión de sumar méritos se supuso que dichos méritos los había adquirido por herencia. Aquella sociedad comenzaba a tener una organización jerarquizada en la que se tenía en cuenta los orígenes y se heredaban los privilegios desde el propio nacimiento.

## Ajuar funerario
Todos los elementos del ajuar encontrado pertenecen a un momento avanzado de la Edad del Cobre denominado por los prehistoriadores como «fenómeno campaniforme». Fue precisamente la riqueza del ajuar lo que identificó al personaje enterrado perteneciente a una elite social privilegiada de finales del tercer milenio a. C. 

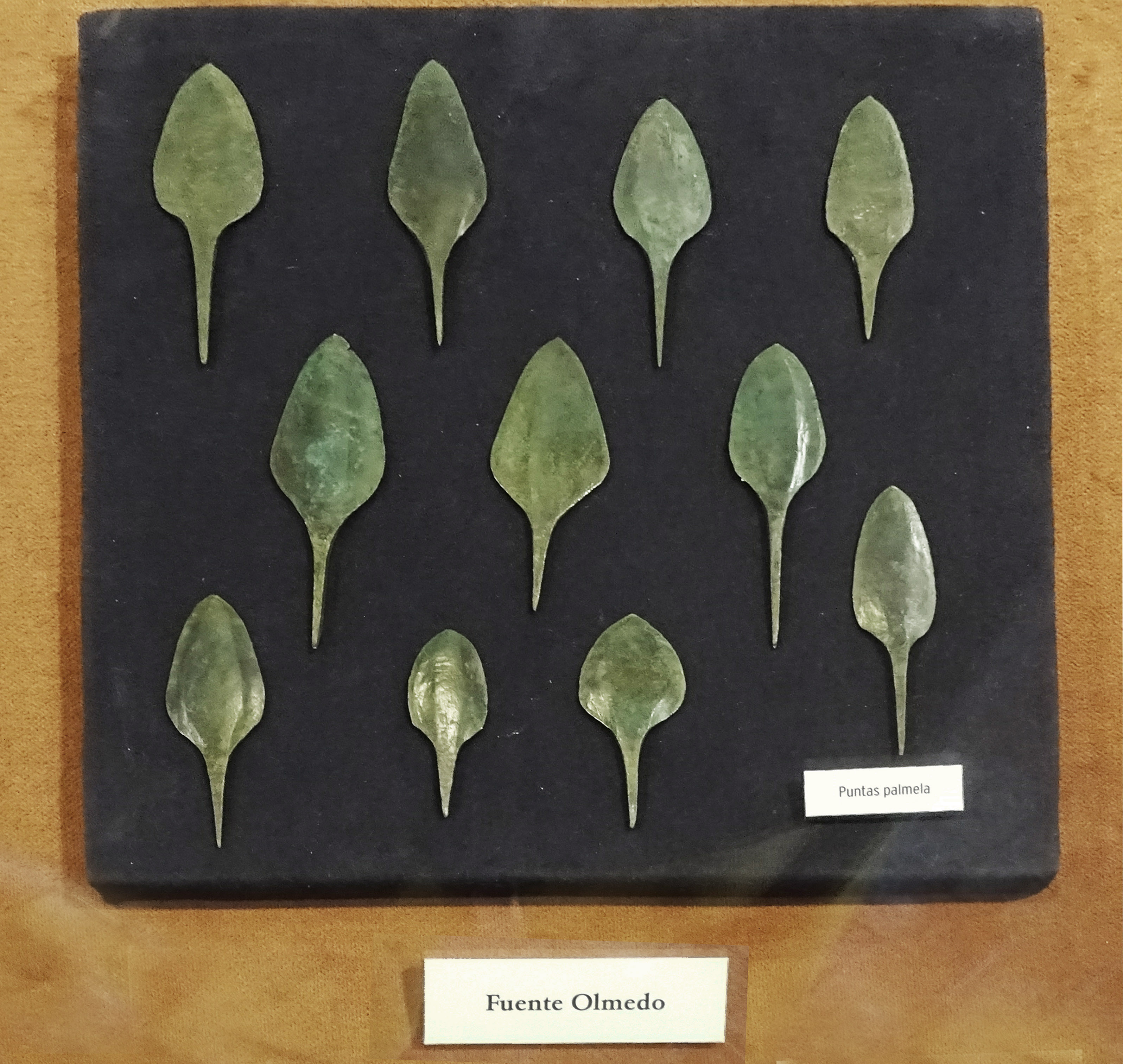
Puntas palmela

Las piezas se encontraron dispersas pero no fue difícil a los arqueólogos suponer su primitiva distribución. El ajuar estaba compuesto por una diadema de oro de 32 g que estaría en la cabeza del personaje; armas de cobre (un puñal de lengüeta y once puntas de jabalina de hoja plana ligeramente ovalada, con pedúnculo llamadas puntas de Palmela o palmela) que se habrían depositado junto a los brazos muy cerca de las manos; en el mismo lugar estaría el brazal o brazalete de arquero de piedra pulimentada, rectangular de 12,1 cm x 3,4 cm con una perforación bitroncocónica en los extremos (la arquería tuvo gran preponderancia entre la gente del campaniforme y el brazal es propio de los ajuares funerarios campaniformes); una punta de flecha de sílex con aletas y pedúnculo; vajilla de barro compuesta por tres piezas catalogadas como pertenecientes a la cultura del vaso campaniforme.

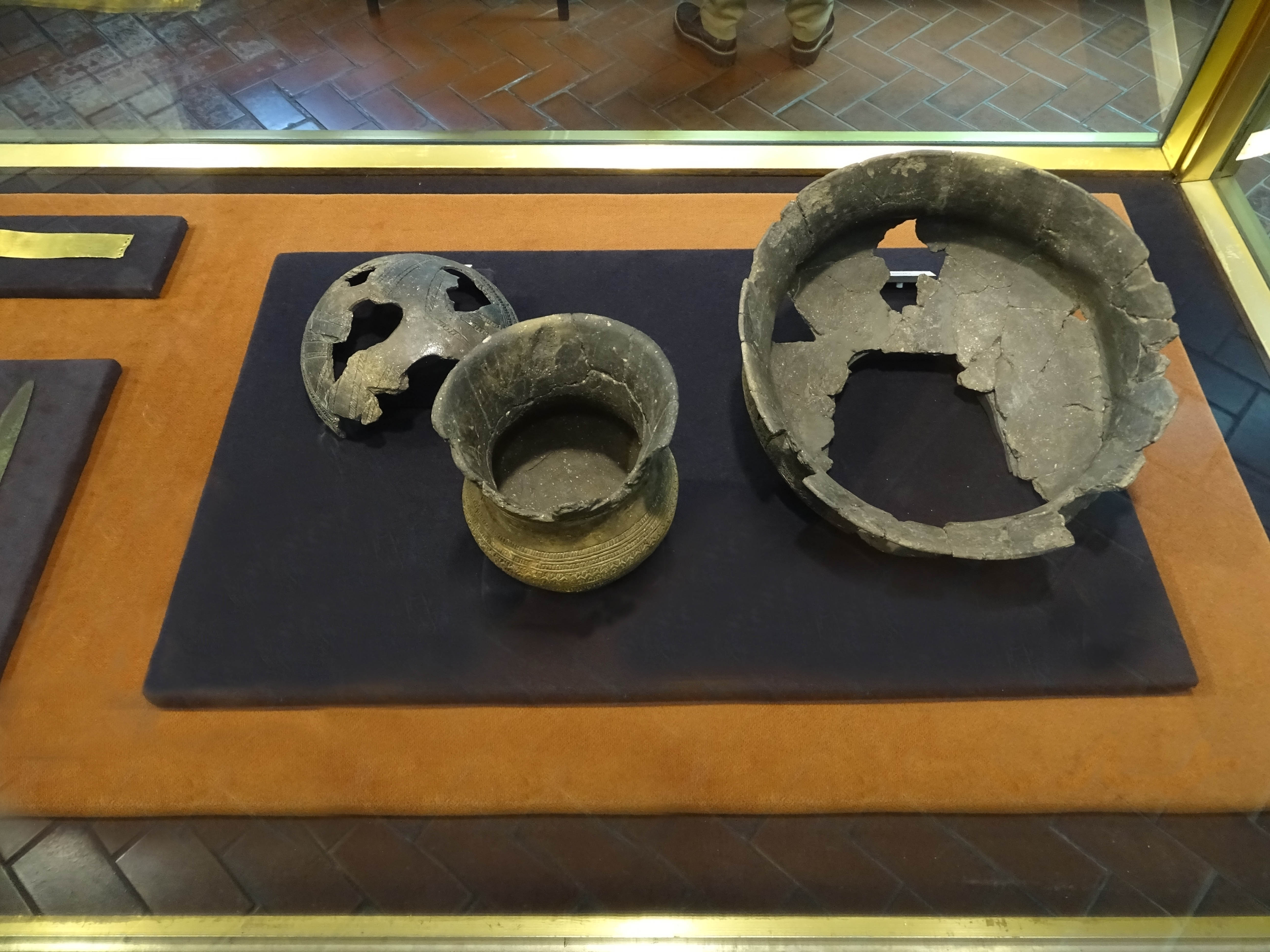
Vajilla campaniforme

La vajilla de cerámica estaba compuesta de tres piezas: el vaso —propiamente campaniforme—, una cazuela y un cuenco semiesférico. Los tres presentan los mismos patrones decorativos. El vaso mide 11,5 cm de diámetro en la boca y 11,2 cm de altura. Está hecho con una pasta de color pardusco con impurezas de mica y cuarzo. Se encontró casi entero salvo una pequeña parte del borde y un desconchado en el fondo. Está decorado con el tema del doble zigzag y líneas horizontales simples más otras líneas cortadas por trazos verticales. La decoración del fondo es radial y consta de cuatro brazos que tienen diez líneas incisas, algunas de ellas cortadas por trazos perpendiculares.
El ajuar completo se conserva en el museo de Valladolid.